# Discorsi e dimostrazioni matematiche intorno a due nuove scienze

Frontispies

Discorsi e dimostrazioni matematiche intorno a due nuove scienze attenenti alla mecanica & movimenti locali (Gesprekken en wiskundige bewijzen over twee nieuwe wetenschappen aangaande de mechanica en de lokale bewegingen) is het laatste en meest belangrijke boek van Galileo Galilei. Het is een natuurkundig werk dat een forse stap zette op de weg naar de klassieke mechanica van Christiaan Huygens en Isaac Newton. Hij schreef het onder huisarrest, deels in het Italiaans en deels in het Latijn, en liet het naar de uitgever Lodewijk Elsevier smokkelen, die het in 1638 drukte te Leiden.

## Totstandkoming
Galileo's Dialogo sopra i due massimi sistemi del mondo (1632), waarin hij drie personages opvoerde die het geocentrische en het heliocentrische systeem bespraken, was verboden door de Romeinse inquisitie, naast andere maatregelen. Hij woonde in zijn villa in Arcetri onder huisarrest en mocht feitelijk niet meer publiceren. Bovendien was hij blind aan het worden. Niettemin zette hij zich aan een laatste werk, dat een systematisch overzicht moest bieden van zijn experimenten en bevindingen van de voorbije dertig jaar. Door tussenkomst van Elia Diodati vond hij in Lodewijk Elsevier een Nederlandse uitgever die zich weinig gelegen hoefde te laten liggen aan de inquisitie en die hem in mei 1636 kwam opzoeken in Arcetri. Het boek verscheen in juni 1638 en werd door Galilei opgedragen aan zijn beschermer François de Noailles (1519-1585). De grote wetenschapper was toen 74 jaar en had nog vier jaar te leven.

## Inhoud
De twee nieuwe wetenschappen aangekondigd in de titel zijn: 
1. de materiaalkunde (soms genuanceerd tot sterkteleer of tot de "wetenschap van de materie")[2]
2. de bewegingsleer (voorloper van de kinematica).

Naar de vorm koos Galilei opnieuw voor gesprekken tussen zijn eerdere personages: zijn alter ego Salviati, de meer traditioneel-Aristotelische Simplicio en de intelligente leek Sagredo ontmoeten elkaar in het Arsenaal van Venetië. Niettemin waren hun karakters wat geëvolueerd, de toon was minder polemisch.
Hij structureerde hun gesprekken over vier dagen (een vijfde dag zou pas in 1718 verschijnen als supplement). Hun interventies in het Italiaans werden afgewisseld door Latijnse stukken uit een verhandeling die ze bespraken van de "Paduaanse Academicus" (Galileo zelf). Dit liet toe de meer speculatieve dialogen duidelijk af te lijnen van de formele bewijsvoering. 
Belangrijke onderwerpen waren de vrije val, de versnelling van vallende lichamen en hun eindsnelheid, de aard van materie, de principes van beweging, de stootkracht van botsende lichamen, enz. Ook de paradox van Galilei kwam aan bod. Door de bewegingswetenschap als eerste wiskundig te formuleren, zij het euclidisch en niet algebraïsch, opende Galileo de weg voor de wetten van Newton, speciaal voor de traagheidswet. Newton erkende dit gul in de Principia Mathematica, ook al was de rechtlijnige traagheid van Isaac Beeckman misschien invloedrijker geweest dan de cirkelbewegingen die Galileo veronderstelde.

## Receptie
Nauwelijks een jaar na het verschijnen van de Discorsi bracht Marin Mersenne een Franse vertaling/bewerking uit (Les nouvelles pensées de Galilée, 1639).

## Uitgaven en vertalingen
- Antonio Favaro (red.), Le opere di Galileo Galilei, Firenze, Tipografia di G. Barbèra, vol. VIII, 1898, p. 11-448
- Stillman Drake, Two New Sciences Including Centres of Gravity and Force of Percussion, 1989. ISBN 9780921332206

## Voetnoten
1. ↑  John Michael Lewis, Galileo in France. French Reactions to the Theories and Trial of Galileo, 2006, p. 107-108
2. ↑  Zvi Biener, "Galileo's First New Science: The Science of Matter" in: Perspectives on Science, 2004, nr. 3, p. 262-287

- Bibliothèque nationale de France: cb37278233k (data)
- Virtual International Authority File: 2486159477754827990005